# 湯姆·提普斯
約翰·托馬斯·湯姆·提普斯（英語：John Thomas 'Tom' Tipps，1923年1月25日—2013年1月21日）是一位美國商人以及政治人物，於1923年1月25日在俄克拉荷馬州卡特縣薩尼斯出生。提普斯早年曾經於第二次世界大戰期間加入美國陸軍服役，並在戰爭結束後與妻子一起於卡特縣縣治阿德莫爾（Ardmore）經營家族生意。湯姆·提普斯曾經在1952年至1954年期間擔任俄克拉何馬州眾議院議員，其後更曾於1954年至1962年期間俄克拉荷馬州州務卿。2013年1月21日，提普斯在阿德莫爾逝世，享壽89歲。